# Onthophagus kraatzeanus
Onthophagus kraatzeanus är en skalbaggsart som beskrevs av Lansberge 1883. Onthophagus kraatzeanus ingår i släktet Onthophagus och familjen bladhorningar. Inga underarter finns listade i Catalogue of Life.